# Katey Sagal

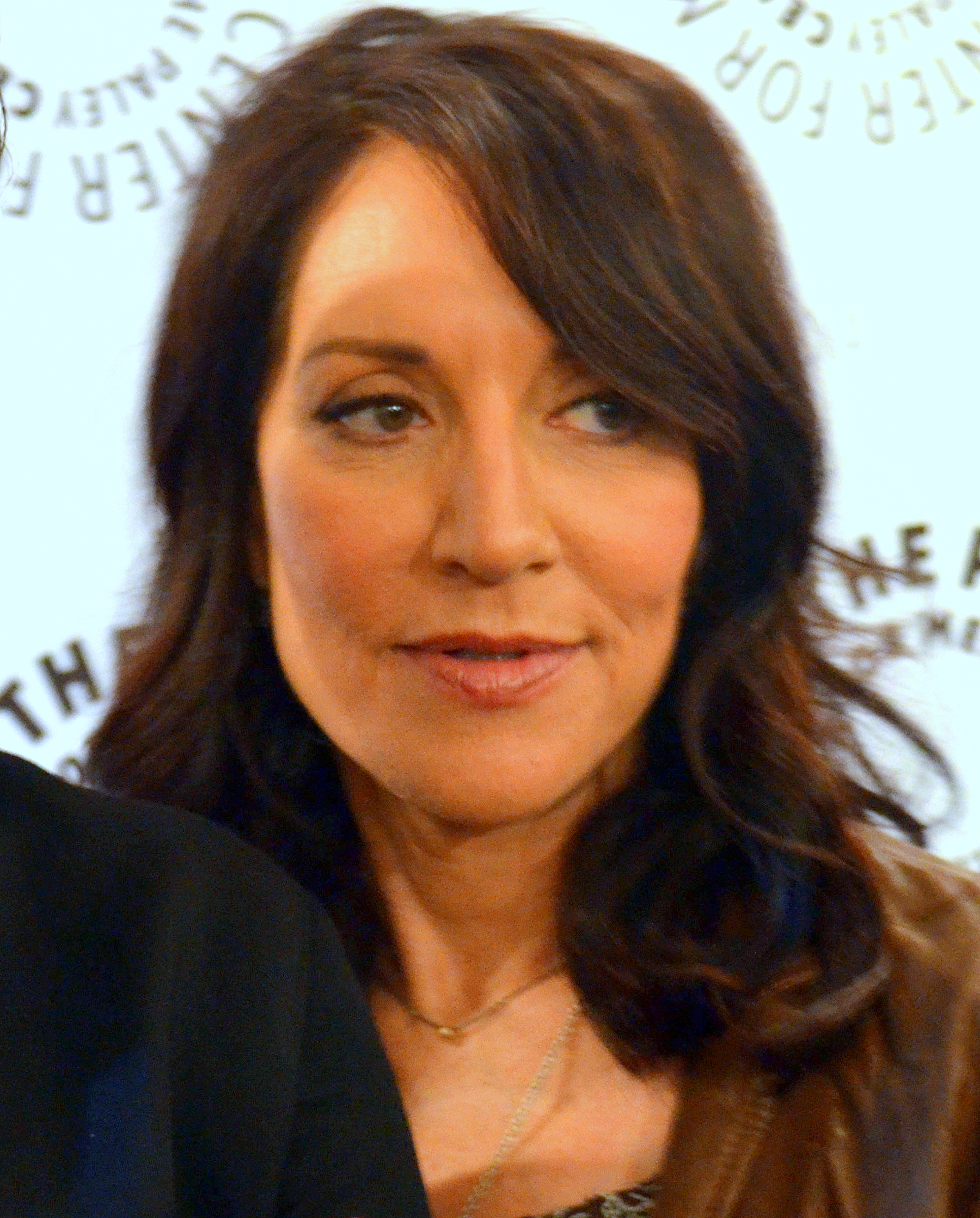
Katey Sagal, 2012

Katey Sagal (eigentlich Catherine Louise Sagal; * 19. Januar 1954 in Los Angeles, Kalifornien) ist eine US-amerikanische Schauspielerin, Synchronsprecherin und Sängerin. Im deutschsprachigen Raum wurde sie hauptsächlich durch ihre Rollen als Peggy Bundy in der Fernsehserie Eine schrecklich nette Familie, als Cate Hennessy in Meine wilden Töchter und als Gemma Teller Morrow in der Fernsehserie Sons of Anarchy bekannt.

## Leben
Katey Sagal entstammt einer Familie mit bekannten Filmschaffenden. Ihre Mutter Sara Zwilling war zunächst Regieassistentin und Sängerin, bevor sie sich als Regisseurin einen Namen machte. Ihr Vater Boris Sagal, ein ukrainisch-jüdischer Einwanderer, war ein bekannter Filmregisseur (Der Omega-Mann, The Twilight Zone). Ihre jüngeren Zwillingsschwestern Liz und Jean, die aus der Fernsehserie Double Trouble bekannt sind, sind wie ihr jüngerer Bruder Joe ebenfalls Schauspieler.
Bereits im Alter von fünf Jahren nahm Sagal Gesangsunterricht. Sie strebte eine Karriere als Sängerin an, trat in den 1970er Jahren aber vereinzelt auch als Nebendarstellerin in Filmproduktionen auf, unter anderem in einer Folge der Filmreihe Columbo unter der Regie ihres Vaters. Später arbeitete sie als Backgroundsängerin für Künstler wie Bob Dylan, Olivia Newton-John, Gene Simmons und Etta James. Als Mitglied der Gruppe „The Harlettes“, einer Band um Bette Midler, ging sie mit der Künstlerin 1979 auf Tournee, ehe sie sich im Streit von der Formation löste. Fortan verfolgte sie Soloprojekte und trat in Nachtclubs rund um Los Angeles mit selbst verfassten Texten und eigenem Showprogramm auf.

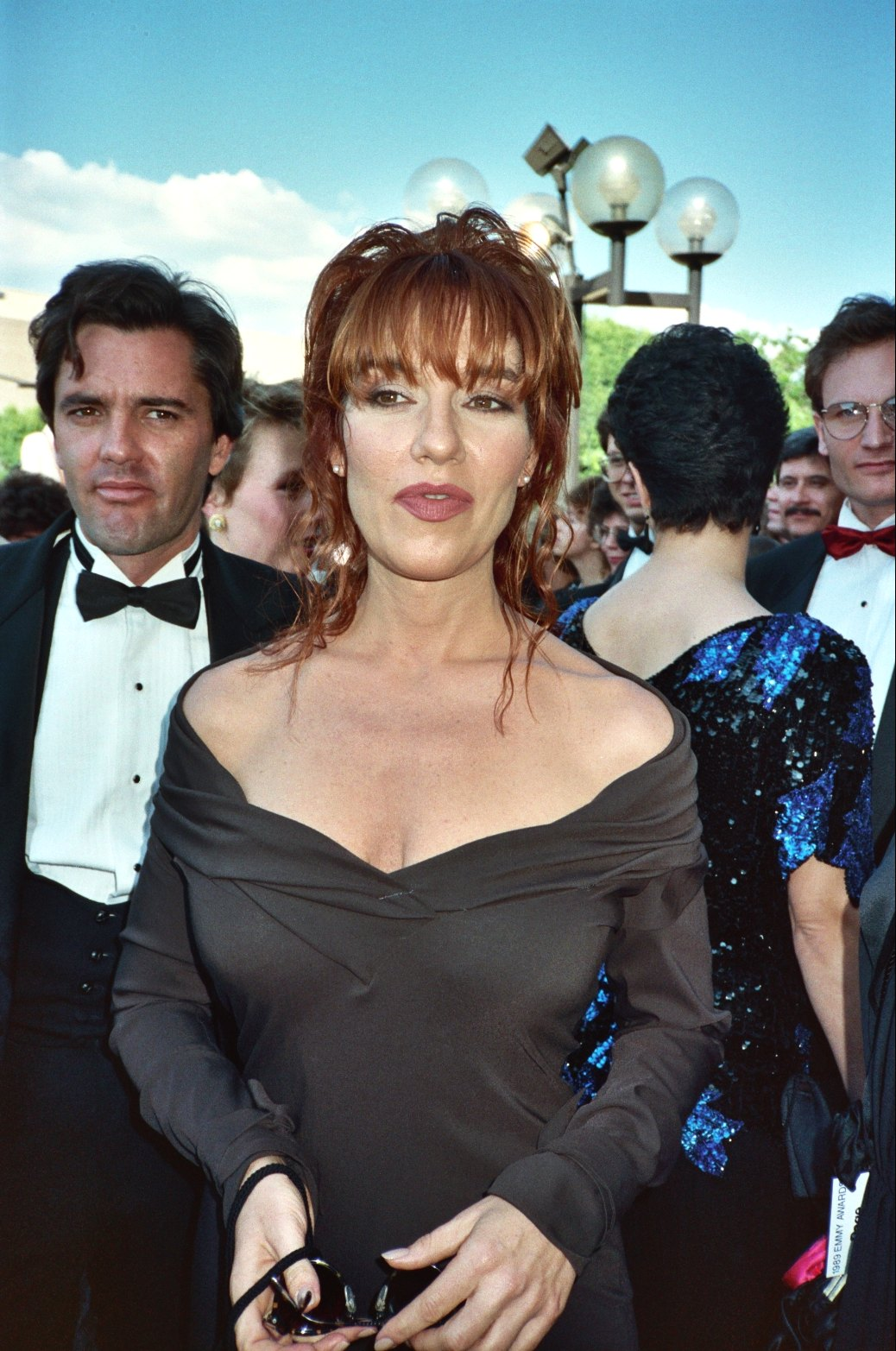
Katey Sagal bei den Emmy Awards 1989

1985 nahm sie ihre Schauspieltätigkeit in der kaum beachteten Fernsehserie Mary, in der ihr eine kleine Nebenrolle angeboten wurde, wieder auf. Nebenbei nahm sie ein Angebot der „Los Angeles Theatre Company“ an für das Rockmusical Backstreet, das ihr ein Mitspracherecht an der Choreographie sowie den Liedtexten vertraglich zusicherte. Bei einer Vorstellung des Musicals wurde eine Casting-Agentur auf sie aufmerksam. Sie bekam eine Einladung zum Vorsprechen für die Rolle der Peggy Bundy in der Serie Eine schrecklich nette Familie, bei dem sie sich schließlich gegen etwa 1200 Schauspielerinnen durchsetzte. Mit dieser Rolle erlangte sie internationale Berühmtheit.
1991 wurde Sagal schwanger – unerwartet für die Produzenten von Eine schrecklich nette Familie, also wurde die Schwangerschaft in die Storyline der sechsten Staffel hineingeschrieben. Im Oktober 1991 wurde bei ihr im 7. Monat ein Kaiserschnitt durchgeführt, der in der Totgeburt ihrer Tochter endete. In der Serie wurde die Schwangerschaft dann als ein Traum ihres Mannes erklärt. Zwei spätere Schwangerschaften von ihr wurden nicht mehr in die Story der Serie eingebunden.
1999 spielte sie in einigen Folgen der Serie Die wilden Siebziger die alkoholabhängige Edna, Mutter von Steven Hyde. Außerdem sprach sie die Originalstimme von Turanga Leela in der Serie Futurama. Von 2002 bis 2005 spielte sie Cate Hennessy in der ABC-Sitcom Meine wilden Töchter – bis zu seinem Tod 2003 an der Seite von John Ritter.
Am 2. Oktober 2004 heiratete Sagal zum dritten Mal. Mit ihrem jetzigen Gatten, dem Filmproduzenten und Schauspieler Kurt Sutter, hat sie eine Tochter (* 2007), ausgetragen von einer Leihmutter. Hinzu kommt ihr Sohn Jackson White und ein weiteres Kind aus einer früheren Ehe.

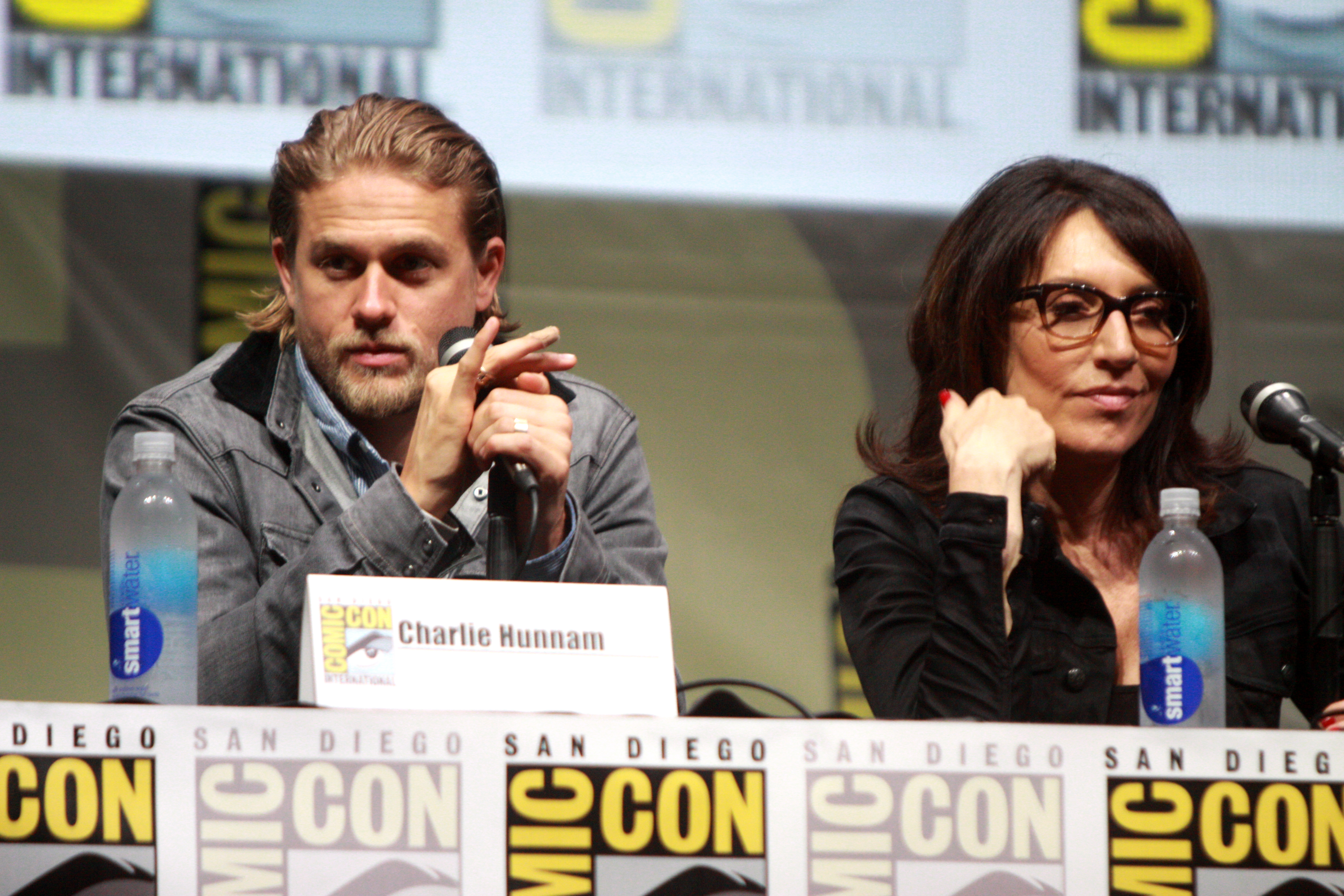
Charlie Hunnam und Katey Sagal, anlässlich ihrer Serie Sons of Anarchy, 2013 auf der Comic-Con in San Diego

Von 2008 bis 2014 spielte sie die Rolle der Gemma Teller Morrow in der Serie Sons of Anarchy von Kurt Sutter. Für diese Darstellung war sie 2010 für den Satellite Award und den Television Critics Association Award nominiert, 2011 erhielt sie dafür einen Golden Globe.
Sagal nahm ihre musikalische Karriere 1994 wieder auf; sie veröffentlichte das Album Well.... 2004 folgte Room und 2013 Covered, auf dem sie unter anderem Lieder von Tom Petty und Jackson Browne interpretierte. Als Sängerin ist sie auch auf den Soundtrack-Alben zur Serie Songs of Anarchy: Music from Sons of Anarchy Seasons 1–4 (2011), Sons of Anarchy: Songs of Anarchy Vol. II (2012) und Sons of Anarchy, Vol. 3 (2013) zu hören.
Am 9. September 2014 wurde Sagal mit einem Stern auf dem Hollywood Walk of Fame geehrt.
Seit 2018 spielt Sagal eine Nebenrolle im Roseanne-Spinoff Die Conners.

## Filmografie

### Schauspielerin
- 1971: The Failing of Raymond (Fernsehfilm)
- 1973: Columbo: Stirb für mich (Candidate for Crime, Fernsehreihe)
- 1974: Larry – Bericht eines Irrtums (Larry, Fernsehfilm)
- 1975: The Dream Makers (Fernsehfilm)
- 1975: Three for the Road (Fernsehserie, eine Episode)
- 1985–1986: Mary (Fernsehserie, 13 Episoden)
- 1987: Traumfrau vom Dienst (Maid to Order)
- 1987–1997: Eine schrecklich nette Familie (Married… with Children, Fernsehserie)
- 1988: Der Preis der Gefühle (The Good Mother)
- 1990: Mother Goose Rock ’n’ Rhyme (Fernsehfilm)
- 1990: Geschichten aus der Gruft (Tales from the Crypt, Fernsehserie, eine Episode)
- 1991: Die Zerreißprobe (She Says She’s Innocent, Fernsehfilm)
- 1995: Vom eigenen Vater entführt (Trail of Tears, Fernsehfilm)
- 1995: Space Cases (Fernsehserie, eine Episode)
- 1998: Herr Schulleiterin (Mr. Headmistress, Fernsehfilm)
- 1998: Eine betrügerische Hochzeit (Chance of a Lifetime, Fernsehfilm)
- 1999: God’s New Plan (Fernsehfilm)
- 1999: Die wilden Siebziger (That ’70s Show, Fernsehserie, 3 Episoden)
- 1999: Das Haus der Zukunft (Smart House, Fernsehserie)
- 2000: Dropping Out
- 2000: Tucker (Fernsehserie, 4 Episoden)
- 2001: The Geena Davis Show (Fernsehserie, eine Episode)
- 2002: Imagine That (Fernsehserie, 6 Episoden)
- 2002: Following Tildy (Kurzfilm)
- 2002–2005: Meine wilden Töchter (8 Simple Rules … for Dating My Teenage Daughter, Fernsehserie, 76 Episoden)
- 2004: Ein Engel in der Stadt (When Angels Come to Town)
- 2005: Highschool News – Streng vertraulich! (Campus Confidential, Fernsehfilm)
- 2005: Three Wise Guys (Fernsehfilm)
- 2005: Ghost Whisperer – Stimmen aus dem Jenseits (Ghost Whisperer, Fernsehserie, eine Episode)
- 2005–2006, 2010: Lost (Fernsehserie, 4 Episoden)
- 2005–2007: The Shield – Gesetz der Gewalt (The Shield, Fernsehserie, 2 Episoden)
- 2006: Nick at Nite’s Search for the Funniest Mom in America 2
- 2006: Mein Name ist Fish (I’m Reed Fish)
- 2006: Boston Legal (Fernsehserie, 5 Episoden)
- 2007: The Winner (Fernsehserie, eine Episode)
- 2008: Eli Stone (Fernsehserie, 4 Episoden)
- 2008: CSI: Den Tätern auf der Spur (CSI: Crime Scene Investigation, Fernsehserie, eine Episode)
- 2008: Jack and the Beanstalk
- 2008–2014: Sons of Anarchy (Fernsehserie, 92 Episoden)
- 2009: House Broken
- 2010: Chadam (Fernsehserie, 8 Episoden)
- 2013: Glee (Fernsehserie, eine Episode)
- 2014: Always Woodstock
- 2015: Pitch Perfect 2
- 2015: The Bastard Executioner (Fernsehserie, 10 Episoden)
- 2016: Bleed for This
- 2016: The Big Bang Theory (Fernsehserie, Episode 10x01)
- 2016–2017: Brooklyn Nine-Nine (Fernsehserie, 2 Episoden)
- 2017: This Is Us – Das ist Leben (This Is Us, Fernsehserie, Episode 1x02)
- 2017: Dirty Dancing (Fernsehfilm)
- 2017–2018: Superior Donuts (Fernsehserie, 34 Episoden)
- 2018–2019: Shameless (Fernsehserie, 7 Episoden)
- 2018–2025: Die Conners (The Conners, Fernsehserie)
- 2018: Mayans M.C. (Fernsehserie, eine Episode)
- 2020–2022: Dead to Me (Fernsehserie, 3 Episoden)
- 2021: Rebel (Fernsehserie, 10 Episoden)
- 2022: Tell Me Lies (Fernsehserie, 3 Episoden)
- 2022: Torn Hearts – Gefährliche Träume (Torn Hearts)

### Synchronsprecherin
- 1997–2001: Disneys Große Pause (Recess, Fernsehserie, 5 Episoden)
- 1999–2003, 2007–2013, seit 2023: Futurama (Fernsehserie, 128 Episoden)
- 2001: Disneys Große Pause: Die geheime Mission (Recess: School’s Out)
- 2007: Futurama: Bender’s Big Score (Video)
- 2008: Futurama: Die Ära des Tentakels (Futurama: The Beast with a Billion Backs)
- 2008: Futurama: Bender’s Game
- 2009: Futurama: Leela und die Enzyklopoden (Futurama: Into the Wild Green Yonder)
- 2014: Die Simpsons (The Simpsons, Fernsehserie, eine Episode)
- 2014–2015: Regular Show – Völlig abgedreht (Regular Show, Fernsehserie, 2 Episoden)
- 2014–2015: A to Z (Fernsehserie, 13 Episoden)

## Diskografie
Backgroundgesang
- 1976: The Group with No Name: Moon Over Brooklyn
- 1978: Gene Simmons: Gene Simmons
- 1981: Molly Hatchet: Take No Prisoners
- 1983: Bette Midler: No Frills
- 1985: Olivia Newton-John: Soul Kiss
- 1987: David della Rossa: Nothin’ but Trouble

Soloalben
- 1994: Well …
- 1994: Can’t Hurry the Harvest
- 2004: Room
- 2013: Covered

## Auszeichnungen (Auswahl)

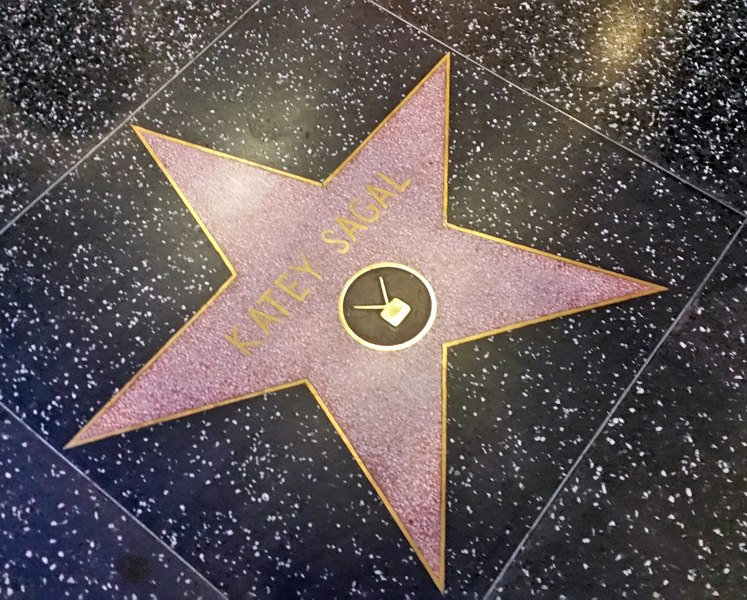
Katey Sagals Stern auf dem Hollywood Walk of Fame

- 1991: Golden-Globe-Award-Nominierung in der Kategorie Beste Serien-Hauptdarstellerin – Komödie oder Musical – Eine schreckliche nette Familie
- 1992: Golden-Globe-Award-Nominierung in der Kategorie Beste Serien-Hauptdarstellerin – Komödie oder Musical – Eine schreckliche nette Familie
- 1993: Golden-Globe-Award-Nominierung in der Kategorie Beste Serien-Hauptdarstellerin – Komödie oder Musical – Eine schreckliche nette Familie
- 1994: Golden-Globe-Award-Nominierung in der Kategorie Beste Serien-Hauptdarstellerin – Komödie oder Musical – Eine schreckliche nette Familie
- 2005: Prism Award in der Kategorie Darstellung in einer Dramaserie
- 2010: Satellite-Awards-Nominierung in der Kategorie Beste Darstellerin in einer Serie – Drama – Sons of Anarchy
- 2011: Golden Globe Award in der Kategorie Beste Serien-Hauptdarstellerin – Drama – Sons of Anarchy
- 2011: Satellite-Awards-Nominierung in der Kategorie Beste Darstellerin in einer Serie – Drama – Sons of Anarchy
- 2011: Critics’-Choice-Television-Award-Nominierung in der Kategorie Beste Hauptdarstellerin in einer Dramaserie – Sons of Anarchy
- 2012: Critics’-Choice-Television-Award-Nominierung in der Kategorie Beste Hauptdarstellerin in einer Dramaserie – Sons of Anarchy
- 2013: Prism-Award-Nominierung in der Kategorie Leistung in einer Drama-Serie Multi-Folgen-Storyline
- 2014: Stern auf dem Hollywood Walk of Fame
- 2015: People’s Choice Award in der Kategorie Favorite TV Icon